# Харківський завод «Машгідропривід»
Харківський завод «Машгідропривід»  — промислове підприємство, яке спіціалізується на виготовленні гідроциліндрів.

## Історія
Промислове підприємство, яке розпочинає своє існування з 1944 р., коли у Харкові була відкрита ремонтно-механічна база. У 1945 р. база була реорганізована у Харківський ремонтно-механічний завод. У 1950 р. завод був перейменований у Харківський завод дорожніх машин. У 1982 р. завод був перепрофільований у базове підприємство Міністерства будівельного і дорожнього машинобудування з виробництва поршневих гідроциліндрів та отримав назву завод «Будгідропривід». У 2002 р. завод став працювати у формі товариства з обмеженою відповідальністю та отримав назву «Машгідропривід». 28 червня 2022 р. територія заводу «Машгідропривід» була ракетами Російської Федерації, внаслідок влучання ракет були зруйновані промислові будівлі заводу.

## Відомі керівники
- Немілостівий Віталій Олександрович — голова правління (1997—2001), радник (2001—2002), генеральний директор (2002—2003).